# Minamoto no Masamichi
Minamoto no Masamichi (源雅通, também conhecido como Koga Masamichi, 1118 - 1175) foi um kuge (nobre da corte japonesa) do início do Período Heian da história do Japão. Foi o segundo filho de Akimichi. Foi o terceiro líder do ramo Koga do Clã Minamoto e se tornou Naidaijin.

## Histórico
Masamichi perdeu seu pai cedo e foi adotado por seu tio Masasada. Entrou para a corte em 1129 durante o reinado do Imperador Sutoku classificado como Jugoi (funcionário da Corte de quinto escalão júnior). Em 1134 é nomeado para servir no Hyōbu-shō (Ministério da Guerra). Em 1138 foi promovido a Shōgoi (funcionário de quinto escalão pleno). Em 1140 foi nomeado Sakonoe-gon-shōshō (General da Ala Esquerda da Guarda do Palácio) e no ano seguinte concomitantemente foi nomeado gonsuke (vice-governador) da província de Ōmi No final de 1141 passou a assumir também a função de Kōgō Miya Gondaibu (vice-administrador do Palácio da Imperatriz) de Fujiwara no Tokuko esposa do Imperador Sutoku.
Em 1142 no início do reinado do Imperador Konoe, Masamichi foi classificado como Jushii (quarto escalão junior) e de acordo com o Kinjiki, passou a usar as roupas escarlates de seu cargo. No final deste ano sua classificação avançou para Shōshii (quarto escalão pleno). Em 1144 Masamichi torna-se Sakonoe no Chujo (Comandante da Ala Esquerda) e em 1146 novamente passa a ocupar o cargo de Ōmi gonsuke. Em 1150 Masamichi é nomeado Sangi. Em 1151 passa concomitantemente a atuar como Bingo gonmori. No ano seguinte é nomeado Comandante da Guarda Imperial (Hyōe-fu, guarda pessoal da família imperial) e de Kōtaigōgūdaibu (administrador do Palácio da Rainha Mãe) de Fujiwara no Nariko (também conhecida como Bifukomon-in, mãe do imperador Konoe).
Em 1155 no início do governo do Imperador Go-Shirakawa, Masamichi volta a ocupar o posto de Ōmi gonsuke e sua classificação passa a ser Jusanmi (terceiro escalão junior). No ano seguinte foi nomeado Chūnagon e em 1157 promovido a Shōsanmi (terceiro escalão pleno). Em 1158 se tornou Saemon no Kami (Guardião dos portões do palácio) e concomitantemente Kebiishi Betto (Chefe da Polícia Metropolitana). 
Em 1160 já no governo do Imperador Nijo, Masamichi se tornou Nakamiya Dayu (administrador do Palácio da Imperatriz) da Princesa Yoshiko (esposa do Imperador Nijo) e poucos meses depois nomeado Dainagon e classificado como  Junii (segundo escalão júnior). No inicio de 1161 novamente sua classificação é elevada e passa a ser Shōnii (segundo escalão pleno) e foi nomeado Bettō (reitor) da escola Shōgakuin (da família imperial).
Em 1167 já no reinado do Imperador Rokujo, Masamichi se tornou Administrador do Santuário de Ise. No ano seguinte no reinado do Imperador Takakura novamente é nomeado Kōtaigōgūdaibu de Taira no Shigeko (mãe do imperador). Em agosto de 1168 foi nomeado Naidaijin e poucos dias depois a Ukonoe no taisho (Comandante-geral da ala direita da guarda do palácio). E no ano seguinte concomitantemente passou a ser o Umaryōgokan (Administrador do Estábulo Imperial). Em 1172 é nomeado Kuge chokushi (Interventor militar) na Província de Ise cargo que ocupa até 1174.
Em 21 de março de 1175 Masamichi veio a falecer aos 57 anos de idade. Foi substituído na liderança do Clã por seu filho Michichica.
Como Poeta de Waka teve 10 de suas poesias escolhidas para a Antologia Senzai Wakashū (Senzaishū, "Coleção dos Mil Anos"), compilado em 1187 por Fujiwara no Toshinari a mando do Imperador Aposentado Go-Shirakawa, além disso compilou uma Antologia chamada Zoku shikashū.

| Precedido por Minamoto no Masasada | -- 3º Líder dos Koga Minamoto (1154-1175) | Sucedido por Minamoto no Michichica |
| Precedido por Fujiwara no Tadamasa | 34º Naidaijin (1168 - 1175)               | Sucedido por Fujiwara no Moronaga   |